# جبل الخريبة (السعودية)
جبل الخريبة أو جبل دادان أحد جبال محافظة العلا غرب المملكة العربية السعودية، يضم نقوشا أثرية توثق حضارة مملكة دادان التي قامت في غرب شبه الجزيرة العربية.

## الوصف
يقع الجبل في الجهة الشمالية الشرقية من محافظة العلا، ويضم الجبل سلالم منحوتة بدقة عالية تؤدي إلى قمة الجبل، وتوجد على سفوحه المقابر المنحوتة، كم يضم الجبل نقش هاني بن وهب إيل الذي كفر عن ذنبه بقربانين قدمهما للإله نكرة والإله ود، ونقش على القبر كتابات باللغة اللحيانية يدعوا فيها أن يعاقب الإله كل من يخرب أو ينقل أو يغيّر القبر.